# Valonia ventricosa

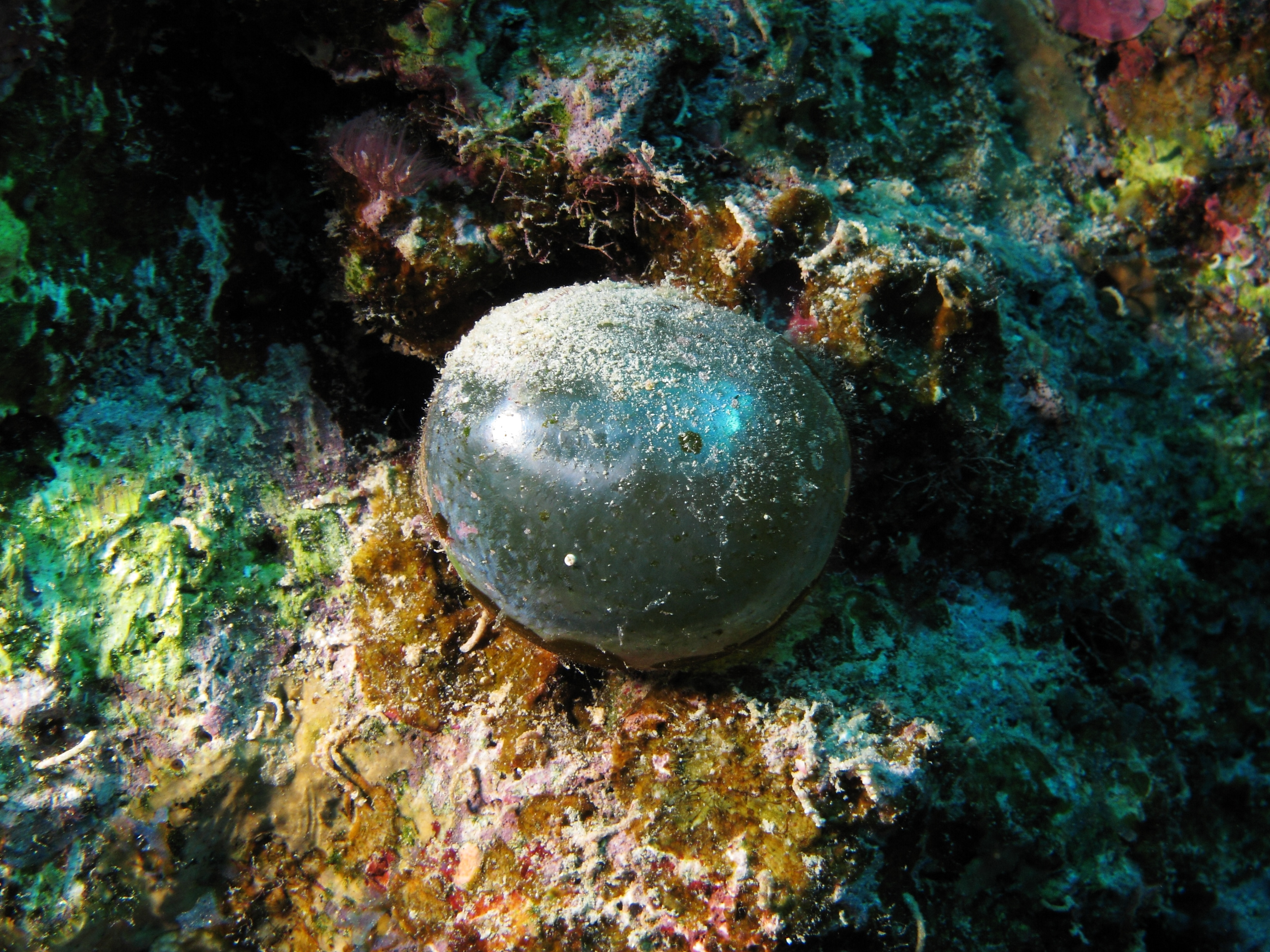
Valonia ventricosa no Mar Vermelho

Valonia ventricosa, também conhecida como algas-bolha, uva-do-mar, ou olhos de marinheiro, é uma espécie de alga encontrada nos oceanos de todo o mundo em regiões tropicais e subtropicais, dentro do filo Chlorophyta. É um dos maiores organismos unicelulares conhecidos.

## Características
Valonia ventricosa tem uma estrutura cenocítica com múltiplos núcleos e cloroplastos.
A célula inteira contém vários domínios citoplasmáticos, com cada domínio tendo um núcleo e alguns cloroplastos. Os domínios citoplasmáticos são interconectados por "pontes" citoplasmáticas que são sustentadas por microtúbulos. O citoplasma periférico (cuja membrana é revestida pela parede celular) tem apenas cerca de quarenta nanômetros de espessura.

### Ambiente
Eles aparecem em zonas de maré de áreas tropicais e subtropicais, como o Caribe, ao norte pela Flórida, ao sul do Brasil e no Indo-Pacífico. No geral, eles habitam todos os oceanos do mundo, muitas vezes vivendo em escombros de coral.

### Fisiologia
O organismo unicelular tem formas que variam de esféricas a ovoides, e a cor varia do verde-grama ao verde-escuro, embora na água possam parecer prateadas, azul-petróleo ou até mesmo enegrecidas. Isso é determinado pela quantidade de cloroplastos da amostra.
Valonia ventricosa está entre os maiores organismos unicelulares conhecidos. Seu talo consiste em uma célula multinucleada, resistente e de paredes finas, com um diâmetro que varia tipicamente de 1 a 4 centímetros (0,4 a 1,6 pol), embora possa atingir um diâmetro de até 5,1 centímetros (2,0 pol) em casos mais raros. A alga “bolha” é fixada por rizoides às fibras do substrato.

## Estudos
Valonia ventricosa tem sido estudada particularmente porque suas células são tão extraordinariamente grandes que fornecem um objeto conveniente para estudar a transferência de água e moléculas solúveis em água através de membranas biológicas. Concluiu-se que as propriedades de permeabilidade tanto na osmose quanto na difusão eram idênticas, e que as moléculas de ureia e formaldeído não necessitavam de nenhum tipo de poro cheio de água na membrana para se moverem através dela. No estudo da rede de celulose e sua orientação em estruturas biológicas, Valonia ventricosa passou por extensos procedimentos analíticos de raios X. Também foi estudado por suas propriedades elétricas devido ao seu potencial elétrico excepcionalmente alto em relação à água do mar que o cerca.

### Em aquários
Valonia ventricosa é considerada uma praga por alguns proprietários de aquários, pois pode se reproduzir rapidamente e potencialmente colocar em risco a saúde dos peixes ou outros organismos.